# Bristol Blenheim
Бристоль «Бленхейм» (англ. Bristol Blenheim, по названию знаменитого сражения времен Войны за испанское наследство, также встречается произношение «Бленим», которое ближе к английскому) — британский скоростной лёгкий бомбардировщик.

## История
Самолёт был разработан «Bristol Aeroplane Company» в середине 1930-х годов на основе конструкции самолёта «Bristol 142».
Первоначально прототип этого самолёта проектировался главным конструктором фирмы Бристоль Фрэнком Барнуэллом как двухмоторный пассажирский самолёт. В проект были заложены все авиационные новинки того времени. Проект частично финансировал газетный магнат лорд Ротермир, который намеревался организовать сеть скоростных авиалиний между городами Европы.
Работы над проектом, получившим название «Тип 142» начались в апреле 1934 года. В это же время фирма «Бристоль», по собственной инициативе, в частном порядке, начала работы по созданию военного варианта самолёта, получившего название «Тип 143».
12 апреля 1935 года прототип «Тип 142» совершил первый полёт. Первые полёты показали, что летные характеристики нового самолёта оказались гораздо выше расчётных. Естественно, самолёт вызвал интерес министерства авиации и они обратились к лорду Роузермеру с просьбой взять в аренду прототип «Тип 142» для испытаний ВВС. В ответ лорд подарил один экземпляр самолёта военным авиаторам.
Лётные испытания показали, что с максимальной нагрузкой самолёт развивал скорость на 80 км/ч выше, чем новейший истребитель «Гладиатор». Министерство авиации Великобритании в августе 1935 года разработало техническое задание, предусматривающее создание на базе «Типа 142» трехместного скоростного бомбардировщика.
В соответствии с техническим заданием гражданский «Тип 142» доработали: для размещения бомбового отсека подняли крыло — самолёт стал среднепланом, увеличено хвостовое оперение, усилена конструкция планера, изменена конструкция кабины экипажа, добавлено оборонительное вооружение и места стрелков.
В сентябре 1935 года фирме «Бристоль» были выдан первый серийный заказ (без постройки прототипов) на постройку 150 самолётов для Королевских ВВС. Самолёты получили обозначение «Blenheim» Mk.I. Первый Blenheim Mk.I, сошедший с конвейера использовался для дальнейшего совершенствования самолёта и для лётных испытаний.
По результатам проведенных испытаний Министерство авиации приняло решение о начале серийного производства бомбардировщиков «Blenheim Mk.I» и выдали фирме Бристоль дополнительный контракт на строительство 434 самолётов. В новом контракте было оговорено разрешение фирме Бристоль, после выполнения заказов английских ВВС, заключать договоры на поставку этих самолётов правительствам дружественных Великобритании стран.

## Конструкция
Скоростной бомбардировщик Bristol «Blenheim» двухмоторный свободнонесущий цельнометаллический моноплан со среднерасположенным крылом и убирающимся шасси. Первый британский самолёт с цельнометаллической обшивкой и один из первых получивший убирающееся шасси, закрылки, пулемётную турель с электроприводом и винты изменяемого шага, а в варианте ночного истребителя — радар. Экипаж три человека — пилот, штурман-бомбардир и стрелок-радист.
- Фюзеляж — типа монокок овального сечения состоял из трех секций: носовой, средней и хвостовой. Носовая часть фюзеляжа немного выступала вперед за гондолы двигателей. В носовой части находилась закрытая кабина экипажа. Каркас фюзеляжа состоял из поперечных шпангоутов и продольных лонжеронов и стрингеров. Дюралевая обшивка крепилась к каркасу потайной клепкой[3].

В верхней части фюзеляжа, над кабиной, располагался большой сдвижной люк, через который осуществлялся доступ в кабину пилота и штурмана. Воздушный стрелок попадал в самолёт через люк на гаргроте, расположенный перед верхней турелью. Место пилота было с левой стороны кабины. По правому борту располагалось складное сиденье штурмана, который пользовался им во время прицеливания. Остекление кабины состояло из неподвижных и подвижных панелей окон и подвижного сдвижного потолка. Носовая секция фюзеляжа крепилась к переднему лонжерону крыла. В средней секции фюзеляжа располагался бомбоотсек закрывавшийся деревянными створами люка.
- Крыло — двухлонжеронное состоит из трех секций: центроплан и две отъёмные консоли. Консоли трапециевидные в плане. Каркас крыла состоит из продольных лонжеронов и поперечных нервюр. Полки лонжеронов стальные, а стенки дюралевые, усиленные вертикальными ребрами. Нервюры дюралевые листы с загнутыми краями, для уменьшения веса конструкции в нервюрах выполнены окна. Дюралевая обшивка работающая крепилась при помощи клепки к лонжеронам и нервюрам. Центроплан, прямоугольный в плане, проходил через центральную секцию фюзеляжа. К торцам фюзеляжа крепились мотогондолы. К заднему лонжерону крыла крепились. элероны и закрылки. Каркасы элеронов и закрылков металлические, а обшивка полотняная. Элероны были снабжены триммерами, регулировка которых производилась на земле[3].
- Хвостовое оперение — однокилевое классической схемы. Конструкция киля и стабилизатора аналогична крылу. Каркас руля направления и руля высоты металлический, обшивка полотняная. Рули имеют весовую и аэродинамическую балансировку. Руль направления снабжен управляемым триммером[3].
- Шасси — трёхопорное с хвостовым колесом. Колеса шасси, со средним давлением в покрышках, располагались между двумя стойками с воздушно-масляными амортизаторами. Колеса имели раздельные пневматические тормоза. Основные колеса убирались назад по полету в нишу мотогондол при помощи гидравлики. Для аварийного выпуска шасси предусмотрен ручной насос[3].
- Силовая установка - два девятицилиндровых поршневых радиальных авиадвигателя воздушного охлаждения Bristol Mercury VIII мощностью по 840 л. с. каждый. Двигатели монтировались в стальных мотогондолах на разъёмном дюралевом монтажном кольце. Такая конструкция позволяла быстро снять двигатель, не демонтируя карбюратор. Воздушные винты трёхлопастные с изменяемым шагом. Топливо размещалось в двух баках, ёмкостью по 863 литра каждый, в центроплане. В каждой мотогондоле было установлено по маслобаку ёмкостью по 43 литра. Для запуска двигателя имелись электрический и ручной стартеры[3]
- Вооружение — пять пулемётов калибра 7,7 мм: один в левой консоли крыла, два в надфюзеляжной турели с ручным управлением (для защиты верхней полусферы), два с дистанционным управлением под носовой частью (для защиты задней полусферы). Бомбовая нагрузка: 454 кг бомб в бомбовом отсеке и 145 кг на внешних подвесках[3].

## Модификации бомбардировщика Bristol «Blenheim»
Выпускался в нескольких модификациях (Mk I — Mk V) и различных вариантах: лёгкий бомбардировщик, высотный бомбардировщик, тяжёлый истребитель, ночной истребитель, самолёт-разведчик.
- Mk.I — первый серийный вариант. Первый полет 26 июня 1936 года. Поставки в эскадрильи английских ВВС начались в марте 1937 года. Финляндия в 1938 году приобрела лицензию на производство «Бленхеймов» и авиационных двигателей, и с 1941 по 1944 год на Государственном авиационном заводе в Тампере было построено пятьдесят пять самолётов. Финские Mk.I отличались увеличенным бомбоотсеком, а также много самолётов оснащалось лыжным шасси, позволявшим осуществлять взлет и посадку с заснеженных аэродромов[3].
- PR Mk.I — скоростной фоторазведчик без вооружения. Переоборудован один самолёт Mk.I.
- Mk.II — бомбардировщик с увеличенным запасом топлива и бомбовой нагрузкой. Переоборудован один самолёт Mk.I[3].
- Mk.IF — тяжелый истребитель на базе Mk.I с четырьмя дополнительными пулеметами в контейнере под фюзеляжем. Создавался как дальний истребитель для сопровождения бомбардировщиков. С 1938 по 1940 гг. в войсках было переоборудовано около 200 самолётов[3].
- Mk.IV — самая массовая модификация. Отличался удлиненной носовой частью фюзеляжа и дополнительными топливными баками. Двигатели «Mercury Mk.XV» мощностью 995 л. с. Поставки самолёта начались в феврале 1939 года. В Англии эта модификация строилась на двух заводах: «А. В. Роу» выпустила 755 самолётов, «Рус секьюритиз» 2230 самолётов. В начале 1944 года Mk.IV начали производить в Финляндии, до сентября было изготовлено десять самолётов из запланированных пятидесяти. В Финляндии эти бомбардировщики использовались в качестве учебных до 1957 года[3].
- Mk.IVF — тяжелый истребитель на базе Mk.IV, переоборудовался из бомбардировщиков в войсках: на месте бомбоотсека устанавливался подфюзеляжный контейнер с четырьмя пулеметами. Основной эксплуатант этой модификации Береговое командование, использовался для противолодочных операций и сопровождения конвоев. В варианте барражирующего ночного перехватчика, оснащался радаром[3].
- Mk.V — бомбардировщик-штурмовик с двигателями «Mercury Mk.XXV» на базе планера Mk.IV. Тактический бомбардировщик, способный оказывать непосредственную поддержку войскам бомбами и пулеметным огнем. Серийное производство началось в октябре 1941 года на заводе «Рут секьюритиз». Производство продолжалось до июня 1943 года, было изготовлено 942 самолёта[3].
- Bolingbroke Mk.I — лицензионное производство самолёта «Blenheim Mk.IV» на фирме Фэрчайлд Эйакрафт Лимитед в Канаде. Поставки самолёта в ВВС Канады начались в ноябре 1939 года. На самолётах устанавливали американское оборудование. Было изготовлено 18 экземпляров.
- Bolingbroke Mk.IV — канадский бомбардировщик с двигателями Mercury Mk.XV и американскими приборами и оборудованием[3]. Самолёт имел колесное и лыжное шасси. С января 1941 года был выпущен 151 бомбардировщик.
- Bolingbroke Mk.IVT — учебно-тренировочный самолёт с двигателями" Mercuty" Mk.XV. Последняя модификация самолёта. С 1942 по 1943 гг. было изготовлено 451 самолёт[3].

## Производство
Производство самолётов в Великобритании производилось самой фирмой Бристоль, а также на заводах фирмы «А. В. Роу» и «Рутс секьюритиз», а также про лицензии на фирмах «Валтон Леконтедас» в Финляндии, «Икарус» в Югославии, «Фэйрчайлд Эйркрафт» в Канаде.
Фирма Бристоль построила большую часть самолётов "Blenheim Mk.I ". 650 самолётов было передано Королевским ВВС. Сорок четыре самолёта были отправлены на экспорт: двенадцать в Финляндию, тридцать в Турцию и два в Югославию. Самолёты поставленные в Югославию служили эталоном при производстве сорока восьми самолётов, построенных по лицензии авиационным заводом в Белграде.
До марта 1940 года на заводе «А. В. Роу» было выпущено 250 «Бленхеймов»: десять самолётов было поставлено в Финляндию, тринадцать в Румынию, двадцать два в Югославию.
«Рутс секьюритиз» выпустила 318 самолётов. Два самолёта были отправлены в Грецию, двадцать два в Румынию. Производство на этом заводе было завершено перед началом Второй Мировой войны.
Серийный выпуск был начат в конце 1936 года и составил 4422 самолёта.
Бомбардировщик широко использовался в ходе Второй мировой войны.

## Боевое применение
Бомбардировщик Bristol «Blenheim» 3 сентября 1939 года вошел в историю, как первый самолёт Королевских ВВС, совершивший первый боевой вылет во Второй Мировой войне. ВВС Великобритании применяли бомбардировщики «Blenheim» Mk.I в основном на второстепенных театрах военных действий — на Среднем и Дальнем Востоке, а также в Северной и Восточной Африке. К марту 1942, после завершения кампании в Бирме, большинство из стоявших на вооружении бомбардировщиков «Blenheim» Mk.I были уничтожены в боях или на земле и практически исчезли из боевых подразделений. Несколько самолётов остались в учебных эскадрильях и частях резерва.
Дальними истребителями для сопровождения бомбардировщиков «Blenheim» Mk.IF к сентябрю 1939 года были укомплектованы семь эскадрилий Истребительного Командования британских ВВС Они базировались вокруг Лондона или в Центральной Англии. Перед началом войны ещё четыре эскадрильи были перевооружены на самолёты Blenheim Mk.IF. Зимой 1939/1940 гг. они осуществляли воздушное прикрытие конвоев в Северном море. После установки на Blenheim Mk.IF радара самолёт применялся как ночной перехватчик. Но самолёт был велик, тихоходен и маломаневренен и не мог противостоять современным немецким истребителям.
Большинство эскадрилий оснащенных самолётами «Blenheim» Mk.IV входили в состав Бомбардировочного командования, действовавшего с аэродромов в Восточной Англии. До апреля 1940 года эти бомбардировщики были задействованы в противолодочных операциях у северо-западного побережья Германии. После немецкого вторжения в Данию и Норвегию бомбардировщики должны были атаковать и перехватывать немецкие корабли, следовавшие в норвежские порты, однако эффективность этих операций была крайне низкой. Недостаточное оборонительное вооружение самолёта не могло воспрепятствовать атакам вражеских истребителей, что приводило к большим потерям в подразделениях «Бленхеймов». Бомбардировщики «Blenheim» Mk.IV использовали в боевых действиях в Северной Африке против немецкого Африканского Корпуса Роммеля, а после нападения Японии на Перл-Харбор большинство бомбардировочных эскадрилий в срочном порядке перебросили на Дальний Восток.
Первые серийные истребители «Blenheim» Mk.IVF были переданы Истребительному Командованию. Зимой 1939/1940 годов, действуя как ночные истребители, эскадрилья этих самолётов защищала небо над Лондоном. Однако эффективность этих действий была невелика и с сентября 1940 года самолёты были переданы частям Берегового командования. Береговое командование использовало самолёты «Blenheim» Mk.IVF для противолодочных операций, сопровождения конвоев, а также воздушным прикрытием кораблей союзников в районе Канала и Северного моря. Истребители «Blenheim» Mk.IVF прикрывали силы морских спасателей, которые подбирали экипажи сбитых самолётов союзников. Эскадрилья этой модификации Бленхейма осуществляло воздушное прикрытие конвоев союзников в Красном море.
Боевое применение самолётов «Blenheim» Mk.V осуществлялось в основном на второстепенных театрах военных действий. Четыре эскадрильи с ноября 1942 года базировались в Алжире. К этому времени самолёт полностью исчерпал себя и не мог противостоять немецким истребителями, никакие модернизации уже не могли помочь. Однако самолёт провоевал в Африке до капитуляции немецкого Африканского Корпуса Роммеля и до конца 1943 года применялся для патрулирования побережья. Две эскадрильи базирующиеся в Адене несли патрульную службу над Красным морем до 1944 года. На Дальнем Востоке четыре эскадрильи воевали в Индии и Бирме. Последние Mk.V служили в учебных подразделениях и вели метеоразведку до июля 1945 года, когда их окончательно сняли с вооружения.

###### В ВВС Финляндии
По состоянию на 30 октября 1939 года, перед началом советско-финской войны бомбардировщики «бленхейм Mk.I» находились на вооружении авиаэскадрилий LLv-44 и LLv-46 4-го авиаполка ВВС Финляндии, которые базировались на аэродроме Луонетьерви.
1 декабря 1939 года во время атаки колонны советских войск в районе Тсалки огнём с земли был сбит первый финский «Бленхейм».
14 декабря 1939 года состоялась первая встреча финского «Бленхейма» (бортовой номер BL-105) с ВВС РККА, в ходе которой «Бленхейм», увеличив скорость до максимальной и набирая высоту, сумел уйти от начавшего атаку звена из трёх истребителей И-153. Во время следующей встречи обнаруженный «Бленхейм» успел скрыться от советских истребителей в облаках. При разборе полётов было установлено, что внешнее сходство «Бленхейма» с советским скоростным бомбардировщиком СБ затрудняет своевременное распознавание цели лётчикам-истребителям РККА.
20 декабря 1939 состоялась первая встреча «Бленхеймов» с истребителями И-16 — звено из трёх «Бленхеймов» LLv-46, после бомбового удара по колонне советских войск в районе Саамаярви — Тулемаярви было атаковано несколькими звеньями И-16, все три бомбардировщика получили повреждения, один бортстрелок был убит. По финским данным, огнём бортстрелков был сбит один И-16.
19 февраля 1940 шестой финский «Бленхейм» был уничтожен во время его атаки военного госпиталя (атака на который была начата несмотря на наличие знаков Красного Креста). Бомбардировщик был сбит над Ладожским озером звеном из трёх истребителей ВВС РККА (пилоты Муразанов, А. П. Савушкин, Горюнов).
Во время войны Финляндия получила из Великобритании ещё 24 бомбардировщика «Бленхейм», 22 из которых были переданы в 4-й авиаполк (один Mk.IV был разбит и ещё один — сильно повреждён при перегоне в Финляндию). По официальным данным Финляндии, в ходе боевых действий были сбиты три Mk.I и четыре Mk.IV, серьёзно повреждены ещё три машины; ещё 11 самолётов «Бленхейм» были потеряны по иным причинам. В результате, к концу войны в строю осталось 29 бомбардировщиков «Бленхейм», только 11 из которых находились в боеспособном состоянии. Большинство повреждённых машин были отремонтированы после окончания войны (признаны не подлежащими восстановлению и списаны были только 5 «Бленхеймов»), но в период с апреля 1940 до июля 1941 года в авариях и катастрофах были потеряны ещё 4 самолёта

## ЛТХ
| Модификация                 | Blenheim Mk I                      | Blenheim Mk IV |
| Размах крыла, м             | 17,17                              | 17,17 |
| Длина, м                    | 12,12                              | 12,98 |
| Высота, м                   | 3,00                               | 3,00 |
| Площадь крыла, м2           | 43,57                              | 43,57 |
| Масса, кг                   |                                    | |
| пустого самолёта            | 3673                               | 4441 |
| нормальная взлетная         | 5668                               | 6803 |
| Тип двигателя               | 2 ПД Bristol Mercury VIII          | 2 ПД Bristol Mercury ХV |
| Мощность, л. с.             | 2 × 840                            | 2 × 995 |
| Максимальная скорость, км/ч | 459                                | 428 |
| Крейсерская скорость, км/ч  | 344                                | 319 |
| Практическая дальность, км  | 1810                               | 2350 |
| Скороподъемность, м/мин     | 412                                | |
| Практический потолок, м     | 8315                               | 8310 |
| Экипаж, чел                 | 3                                  | 3 |
| Вооружение:                 | два 7,7-мм пулемета до 454 кг бомб | пять 7,7-мм пулеметов (1 в левой консоли крыла, 2 в надфюзеляжной турели с механическим управлением и 2 с дистанционным управлением на опоре под носовой частью для обстрела задней полусферы); до 454 кг бомб в бомбовом отсеке и 145 кг на внешних подвесках. |

## Страны-эксплуатанты
Великобритания
- Royal Air Force[7]: эскадрильи 6, 8, 11, 13, 14, 15, 17, 18, 20, 21, 23, 25, 27, 29, 30, 34, 35, 39, 40, 42, 44, 45, 52, 53, 55, 57, 59, 60, 61, 62, 64, 68, 82, 84, 86, 88, 90, 92, 101, 103, 104, 105, 107, 108, 110, 113, 114, 139, 140, 141, 142, 143, 144, 145, 150, 162, 173, 203, 211, 212, 218, 219, 222, 223, 224, 226, 229, 233, 234, 235, 236, 242, 244, 245, 248, 252, 254, 267, 272, 285, 287, 288, 289, 253, 500, 516, 521, 526, 527, 528, 600, 601, 604, 608, 614.
- Royal Navy Fleet Air Arm (до мая 1939 года часть ВВС) : эскадрильи FAA 748, 759, 762, 770, 771, 772, 775, 776, 780, 787, 788, 798.
- Исследовательские учреждения Aeroplane & Armament Experimental Establishment и Royal Aircraft Establishment

 Канада
- Королевские канадские ВВС: эскадрильи 404 (Мк IVF, 04.41 — 01.43, Береговое командование)[8], 406 (Mk I и IV, 05.41 — 06.41, ночные истребители)[9] и 407 (Mk IV, 05.41 — 07.41, Береговое командование)[10]; все — созданные согласно «статье XV» (под командованием и управлением RAF и с техникой RAF).

 Австралия
- Королевские ВВС Австралии: эскадрильи 454 и 459.

 Новая Зеландия
- Королевские ВВС Новой Зеландии: 489-я эскадрилья.

 Южно-Африканская Республика
- ВВС ЮАС: 15-я эскадрилья.

 Британская Индия
 Финляндия
- ВВС Финляндии: в 1937—1938 гг. из Великобритании были поставлены 18 шт. Mk.I (получившие бортовые номера от BL-104 до BL-121), в конце декабря 1939 года по программе военной помощи из Великобритании были поставлены ещё 12 шт. Mk.IV (получившие бортовые номера от BL-122 до BL-133), в 1940 году из Великобритании были получены ещё 12 шт. Mk.I[4] и ещё 44-55 шт. были собраны по лицензии на авиазаводе в Тампере[7]. В разное время они служили в 41, 42, 43, 44, 45, 46, 48-м авиаполках.

 Королевство Югославия
 Королевские военно-воздушные силы Югославии — 22 шт. Mk.I были закуплены в Великобритании и ещё 41 шт. Mk.I были собраны по лицензии, перед началом немецкого вторжения в Югославию в апреле 1941 года, они находились на вооружении 1-го и 8-го бомбардировочных полков и 11-й группы дальней разведки ВВС Югославии. После поражения около 20 частично собрынных самолётов, запчастей и оборудования к ним были проданы Германией в Финляндию.
 Румыния
- Королевские ВВС Румынии — до войны в Великобритании закуплено 34 шт. Mk.I , ещё 3 шт. бывших югославских Mk.I получено после немецкой оккупации Югославии[7]

 Греция
- Королевские ВВС Греции — до немецкой оккупации Греции в апреле 1941 из Великобритании были получены 12 шт. Mk.IV и 6 шт. Mk.I (все они были уничтожены в ходе боевых действий против немецких и итальянских войск в 1941 году)[7]. Кроме того, во время действий на Ближнем Востоке, в составе ВВС Греции числилось 19 Mk IV (01.1942 — 01.1943) и 31 Mk Vs (01.1943 — 09.1943).

 Польша
- ВВС Польши в Великобритании: 307-я эскадрилья в составе RAF — 4 самолёта Mk I и Mk IV в качестве учебных и вспомогательных; 1 Mk IV переоборудован в личный самолёт генерала Андерса, командующего 2-м польским корпусом.

 Свободная Франция
- ВВС «Свободной Франции»: в составе 342-й эскадрильи RAF, также GRB1 (2 эскадрильи по 6 Mk IV, одна в Дуале и другая в Майдугури, близ Форт-Лами, из-за отсутствия боеприпасов во время наступления на Куфру занимались только фоторазведкой, После падения Куфры (1 марта 1941 г.) 6 самолётов участвовали в операциях в Эритрее. В конце сентября 1941 года создана GB Lorraine, базировавшаяся близ Дамаска, а позже в Египте. После 380 вылетов проводила разведку вдоль побережья Палестины, до отбытия в Англию осенью 1942 года.

 Португалия
- ВВС Португалии (?)
- авиация ВМС Португалии: в 1943 получено 12 (по другим данным 18) самолётов, ими была оснащена «Эскадрилья B», дислоцировавшаяся в порту Лиссабона. В марте 1945 года списаны и заменены новыми Bristol Beaufighter.

 Турция
- ВВС Турции: в 1937-39 гг куплено 30 самолётов, позже получено ещё более 30.

 Италия
- Regia Aeronautica: Один Mk.IV N3589 из состава 40-й эскадрильи RAF 13.09.1940 года по ошибке приземлился на итальянский аэродром в Пантеллерии, позже испытывался в центре ВВС Гвидония[11]. Ещё один захвачен в Югославии, два других — в Итальянской Восточной Африке (но вскоре отбиты обратно британскими войсками[12]. Упомянутый выше N3589 вероятно мог быть снят в фильме Роберто Росселлини «Пилот возвращается» (1942).

 Нацистская Германия
- Люфтваффе: Один повреждённый Mk IV был захвачен во время битвы за Францию летом 1940 года; позже он был восстановлен и в 1940-42 гг использовался как учебный[13].

 Независимое государство Хорватия
- ВВС Независимого государства Хорватия: 8 бывших югославских самолётов переданы Германией.

 Япония
- ВВС Императорской армии Японии: остатки минимум одного Mk I и двух Mk IV, переоснащённых двигателями Nakajima Sakae были в августе 1947 обнаружены в Семаранге, остров Ява. Они предположительно были захвачены во время Малайской кампании, или операции в Голландской Ост-Индии.[14]

 Индонезия
- Один Mk IV с двигателями Nakajima Sakae был захвачен у японцев во время Войны за независимость Индонезии[15].